# 카길

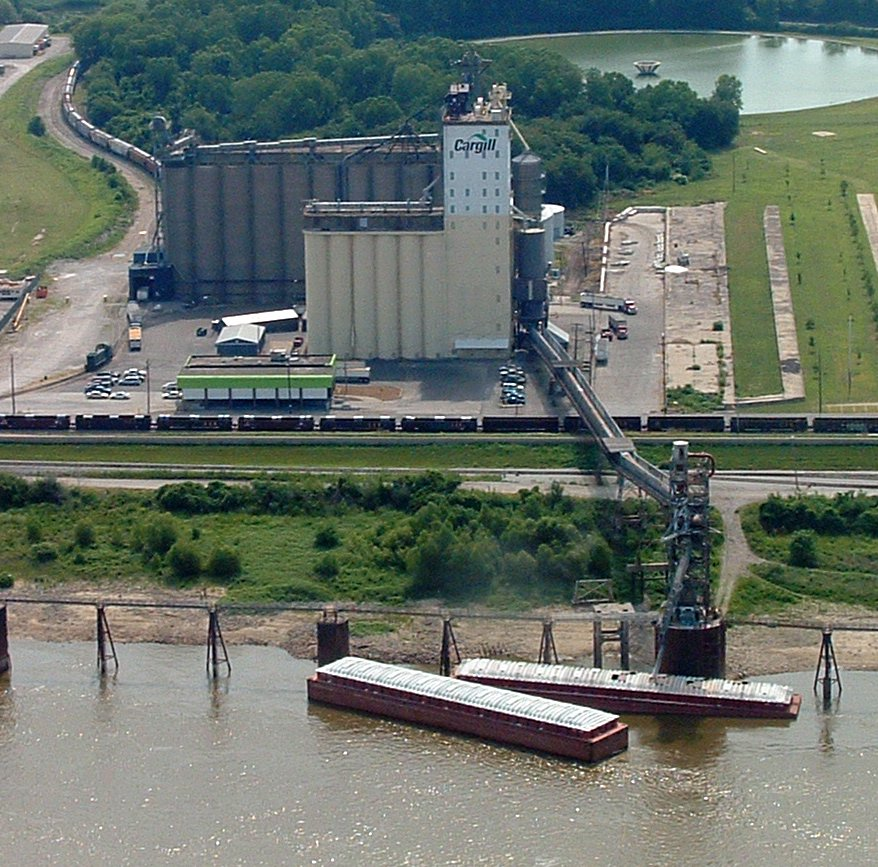

카길(Cargill, Incorporated)은 개인 소유의 다국적 기업으로 미국 미니애폴리스에서 윌리엄 카길이 1865년에 설립했으며, 당시에는 농민에게서 곡물을 사서 대도시 시장에 직접 팔거나 위탁판매를 하던 조그만 회사였다. 카길은 1954년부터 1970년대까지 이루어졌던 미국의 원조프로그램을 위탁받아 수행하면서 급성장하였다.
미국의 비공개 기업 중 가장 큰 기업으로 피고용인이 약 158,000명이고 매출은 약 1,340억달러이다. 이 기업이 공개된 기업이었다면 포춘 500 기준으로 10위 안의 기업이었을 것이다. 카길이 벌어들인 막대한 수익을 운용할 금융회사도 운영 중이다. 2003년 블랙 리버 에셋 매니지먼트(Black River Asset Management)라는 헤지 펀드에 100억 불의 애셋과 신용으로 분사했다. 이 회사는 세계적인 농산업 기업으로서 아처 대니얼스 미들랜드(ADM), 번지(Bunge)와 함께 전설적인 'ABC 복합체'를 이룬다. 카길은 자사 인쇄물에서 자신을 "우리는 당신이 먹는 국수의 밀가루, 감자튀김 위의 소금, 토르티야의 옥수수, 디저트의 초콜릿, 청량음료 속의 감미료"라고 묘사한다. 농산물 및 농산 1차 가공품뿐만 아니라 곡물의 부가가치를 높이기 위해 축산물 계열화 사업도 하고 있고 세계에서 가장 큰 인산 비료와 potash crop nutrients를 생산하는 모자이크 컴퍼니(The Mosaic Company)의 지분 2/3를 소유하고 있다.
큰 크기에도 불구하고 사업은 가족 경영 형식으로 되어 있다. 설립자인 카길과 맥밀란 가족의 자손이 회사 지분의 90%를 소유하고 있다. 이는 회사의 성장이 자본 공개가 아닌 회사의 재투자를 통하여 이루어졌다는 것을 의미한다.
2007년 중반부터 워런 스탠리(Warren Staley)의 뒤를 이어 그레그 페이지(Greg Page)가 최고 경영자를 승계했다.

## 정치적, 경제적 관점
카길은 자유 무역의 열렬한 찬성자이다. 중화인민공화국이 세계무역기구(WTO)에 가입하도록 로비 활동을 전개하였으며, 쿠바와 브라질의 교역 활성화를 위한 로비도 전개하였다. 카길은 신자유주의 경제 원리의 강한 지지자이다.

## 대한민국
대한민국에는 1988년 충청남도 천안에 공장과 함께 카길 코리아가 설립되었다. 2001년 대한민국의 사료 회사인 퓨리나와 합병하여 카길사료(정식명칭:(주) 카길애그리퓨리나)를 두고 있으며, 미국산을 포함한 육류 수입 사업도 진행한다. 퓨리나는 1968년 설립된 사료 회사이며, 대한민국의 사료 시장 1위 회사이다.